# Schiffskopf
Der Schiffskopf ist eine 417 m ü. NHN hohe, vollständig bewaldete Erhebung und befindet sich im Gerstunger Forst, einem geschlossenen Waldgebiet der  Gemeinde Gerstungen im Wartburgkreis in Thüringen.
Vermutlich wurden am Schiffskopf und seinem südlichen Nachbar, dem Flötschkopf, Holz für die Weserflöße eingeschlagen. Auch die Creuzburger Saline Wilhelmsglücksbrunn bezog nachweislich Holz aus den Gerstunger Forsten. Die Wälder am Flötschgraben waren vom Einbindeplatz bei Neustädt am günstigsten zu erreichen. Während der DDR-Zeit lag der Gerstunger Forst unzugänglich im Sperrgebiet.